# Bureau européen d'éducation spatiale ESERO

Le logo du programme ESERO

Le projet ESERO (European Space Education Resource Office) est le principal moyen utilisé par l'Agence spatiale européenne (ESA) pour soutenir la communauté de l'enseignement primaire et secondaire en Europe. 
Le programme a commencé en 2006 et son objectif principal est d'accroître l'intérêt des étudiants pour les études et le travail dans les domaines des sciences, technologies, ingénierie et mathématiques (STIM). Il est mis en œuvre dans 10 bureaux regroupant 13 pays membres de l'ESA. En raison des différences entre les programmes, chaque bureau dispose d'une certaine autonomie pour s'adapter au mieux aux besoins d'un pays donné.

## Activités
Dans ses solutions pédagogiques, ESERO utilise entre autres les problèmes liés à l'espace et à l'astronautique, en utilisant du contenu réel de l'industrie spatiale ou de la recherche sur le système solaire. En outre, des ateliers et des conférences à l'intention des enseignants sont organisés périodiquement, au cours desquels ils apprennent à utiliser les matières spatiales dans l'enseignement de leurs matières. À cette fin, divers types de matériel sont préparés, tels que des plans de cours, des supports expérimentaux ou des films éducatifs. Les enseignants apprennent notamment à utiliser les données réelles collectées par les missions scientifiques de l'agence spatiale européenne pour préparer les cours. Ils ont également l'occasion de rencontrer des scientifiques, des ingénieurs et des astronautes travaillant pour l'ESA. 

## Bureaux ESERO en Europe
- ESERO Autriche - établi en 2016, le bureau du centre Ars Electronica à Linz
- ESERO Belgium (Belgique) - coordonné depuis 2021 par la KULeuven. Il est cofinancé par l'ESA et le Service public fédéral de programmation Politique scientifique (BELSPO).
- ESERO République tchèque - situé à Prague, financé par des fonds publics et l'ESA.
- ESERO Royaume-Uni - situé dans le centre national STEM à York.
- ESERO Ireland - situé à Dublin et cofinancé par Science Foundation Ireland
- ESERO Pays-Bas - situé au centre scientifique Nemo à Amsterdam.
- ESERO Nordic (Danemark, Finlande, Suède, Norvège) - regroupe quatre pays scandinaves et son siège principal est à Andenes en Norvège.
- ESERO Pologne - ayant son bureau au centre scientifique Copernicus à Varsovie.
- ESERO Portugal - situé à Lisbonne dans le plus grand centre scientifique du pays.
- ESERO Roumanie - ayant sa succursale au siège de l'Agence spatiale roumaine à Bucarest.
- ESERO Luxembourg - situé au Luxembourg Science Center à Differdange.